# Apatemyidae
Apatemyidae — це вимерла родина плацентарних ссавців, яка брала участь у першій еволюційній радіації плацентарних разом з іншими ранніми ссавцями, такими як лептиктиди. Їхні стосунки з іншими групами ссавців суперечливі; дослідження 2010 року показало, що вони є базальними представниками Euarchontoglires.
Поширені в Північній Америці в палеоцені, вони також представлені в Європі родом Jepsenella.
Як і більшість палеоценових ссавців, апетеміди були невеликими і, ймовірно, комахоїдними. Розмір коливався від соні до великого пацюка. Пальці на ногах були тонкими та добре пазуристими, і родина, ймовірно, була в основному деревною. Череп був досить масивним у порівнянні з тонким скелетом, а передні зуби були довгими та гачкуватими, нагадуючи зуби сучасних ай-ай, які заробляють на життя тим, що відгризають передніми зубами кору, щоб дістати під нею личинок.